# Chudolazský mlýn
Chudolazský mlýn v Chudolazech v okrese Mělník je vodní mlýn, jehož ruiny stojí na řece Liběchovka. Od roku 1995 je chráněn jako nemovitá kulturní památka České republiky; stavba je v torzálním stavu a má status Ohroženo.

## Historie
Mlýn pochází z 1. poloviny 19. století. Od konce 20. století je bez údržby a zaniká.

## Popis
Patrový mlýn měl přízemí zděné z pískovcových kvádrů a roubené patro s dekorativně řešenou podstávkou ve štítě. Byl krytý sedlovou střechou. Obytná část se dochovala v torzu, po mlýnici zbyla jen turbínová kašna.
Voda na vodní kolo vedla náhonem. V roce 1930 byla ve mlýně 1 Francisova turbína (spád 5,25 m, výkon 18,5 HP); turbína byla zcizena po roce 1989.